# Festival international du film de Bratislava
Le Festival international du film de Bratislava (également connu sous le nom de Bratislava IFF) est un festival international du film créé en 1999 et qui se tient chaque année à Bratislava, en Slovaquie.
Il comporte trois sections compétitives : la compétition internationale de premiers et seconds longs métrages, la compétition internationale de films documentaires et la compétition internationale de courts métrages.